# Tarmac Aerosave
Tarmac Aerosave SAS ist ein seit 2009 operierendes französisches Unternehmen für Flugzeuglagerung, -wartung und -verschrottung. Sie ist die größte Firma dieser Art in Europa. Das Unternehmen hat seinen Sitz in Azereix (Frankreich). Mit den Flughäfen Toulouse-Francazal sowie Lourdes (Frankreich) und vor allem mit dem Flughafen Teruel (Spanien) hat das Unternehmen eine Speicherkapazität für rund 250 Flugzeuge sämtlicher Flugzeugtypen.
Tarmac Aerosave stellt nicht nur Raum für Flugzeuge zur Verfügung, sondern bietet auch Dienstleistungen wie Flugzeugwartung und Recycling. Das Unternehmen kümmert sich darum, dass Flugzeuge ihrer Auftraggeber zu Flugbedingungen gehalten werden oder sie zu recyceln, sobald die Flugzeuge das Ende ihres Lebenszyklus erreicht haben.
Anteilseigner sind die Airbus Group, Suez Environnement und die Safran S.A.